# Isotta Nogarola
Isotta Nogarola, née et morte à Vérone  (1418-1466), est une écrivaine humaniste de la Renaissance italienne, connue également pour ses talents d'oratrice. Elle est considérée comme une des protoféministes italiennes. Elle est mentionnée sur l'installation artistique The Dinner Party de Judy Chicago. À Vérone, une place et une école portent son nom.

## Biographie
Isotta Nogarola est née dans une famille de dix enfants appartenant de longue date à la noblesse véronaise. La famille comptait des intellectuels, telle que sa tante Angela Nogarola.
Angela Nogarola était une poétesse connue dont les textes reflètent aussi bien une vaste éducation humaniste qu’une connaissance de la vie politique. Fait inhabituel à l’époque, Angela Nogarola avait continué à écrire après son mariage avec Antonio II, comte D’Arco (it) en 1396.

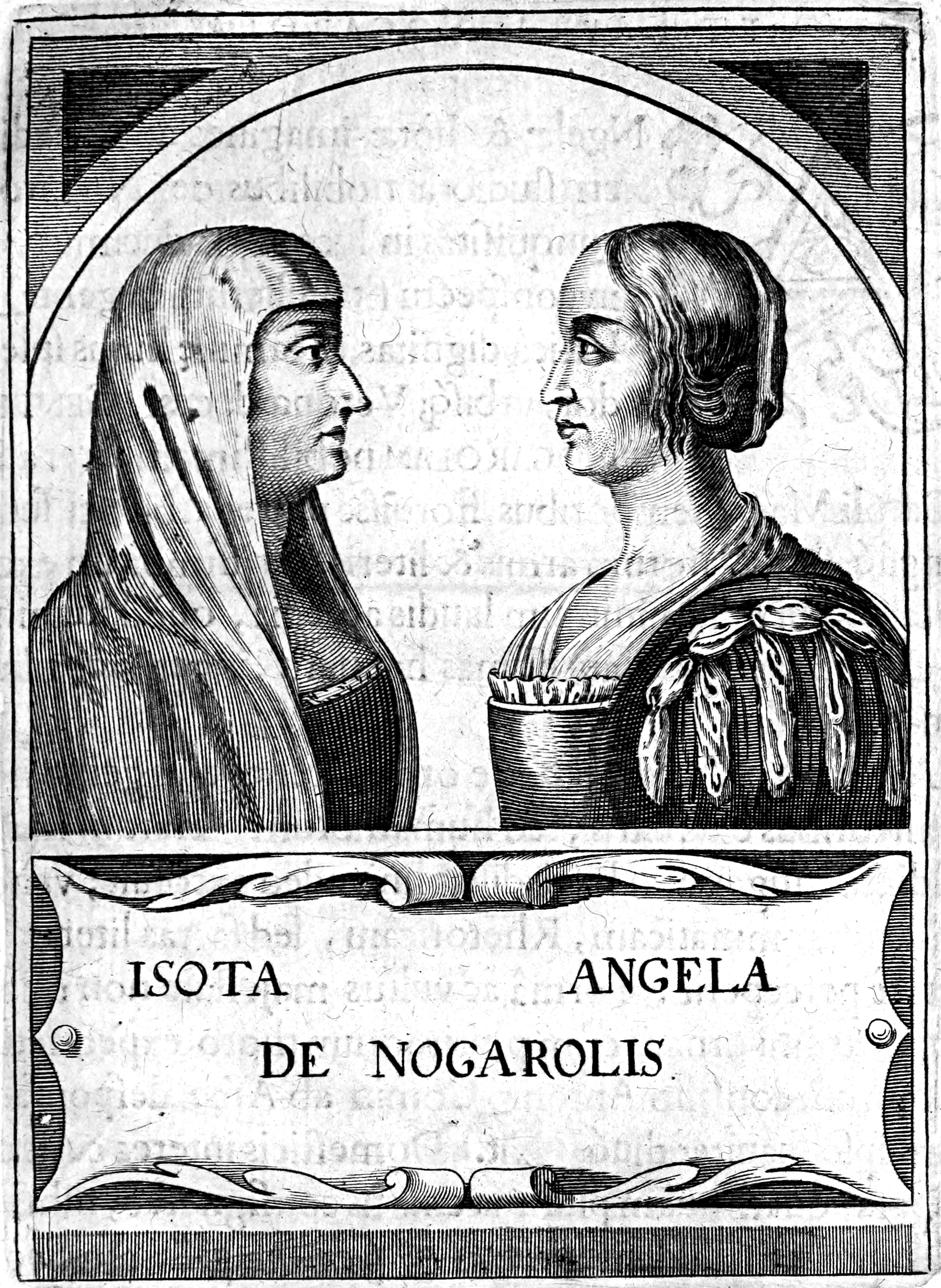
Isotta et sa tante Angela, illustration, 1644.

À la mort de son mari Leonardo, sa veuve Bianca Borromeo, elle-même analphabète, joue un rôle décisif dans l'éducation de ses filles et  les confie à  des précepteurs renommés. Un des maîtres d'Isotta et de sa sœur Ginevra est Martino Rizzoni, lui-même élève de Guarino de Vérone. Les deux sœurs étudient avec Rizzoni de 1431 à 1435 et acquièrent une solide culture classique et théologique.
Sa sœur abandonne les poursuites intellectuelles après son mariage en 1438
De 1438 à 1441, Isotta et sa famille se réfugient  à Venise pour fuir une épidémie de peste et la guerre entre le duché de Milan et la république de Venise. De retour à Vérone, elle s'installe avec sa mère chez un de ses frères et continue ses recherches. Sa réputation est fermement établie dès 1440.
La mère d'Isotta Nogarola meurt en 1461, et Isotta prend en charge son plus jeune frère encore mineur.
Elle meurt en 1466 et est enterrée dans le cimetière de l'église de Sainte Cécilie (démolie en 1806).

## Vie intellectuelle
Isotta Nogarola se révèle une élève exceptionnelle. Elle est admirée pour son érudition et son éloquence en latin et elle est connue, comme sa sœur Ginevra, pour la qualité de ses écrits épistolaires, d'inspiration classique dans la première partie de sa vie. Sa réputation s'étend jusqu'à Bologne, Ferrare et Venise. Elle échange des lettres avec des intellectuels, comme Giacomo Foscari, fils du  doge de Venise, ou le prince mécène Lionel d'Este.
Après le mariage de sa sœur (qui quitte Vérone et abandonne les poursuites intellectuelles après son mariage en 1438), Isotta, de retour dans sa ville natale, continue ses études. 
Nogarola est déjà connue vers la fin des années 1430. Son statut inhabituel de femme lettrée en fait la cible d'une attaque anonyme mettant en doute ses mœurs et sa vertu. L'attaque, dénoncée par l'humaniste vénitien Niccolò Barbo, est peut-être la raison pour laquelle, à partir de cette date, elle consacre ses études aux textes latins des Pères de l'Église. En même temps, elle poursuit ses échanges épistolaires avec de nombreux humanistes prominents, mais ne semble pas avoir publié de textes entre 1441 et 1451.

## Œuvre
Isotta Nogarola est principalement connue par son texte De pari aut impari Evae atque Adae peccato, de 1451.
Cette question est débattue par Isotta Nogarola et Ludovico (ou Lodovico) Foscarini, philosophe, diplomate, podestat de Vérone. Nogarola et Foscarini étaient amis et le restèrent jusqu'au départ de ce dernier pour Brescia en 1453. Foscarini, homme de pouvoir, admirait et respectait les talents d'écrivaine et d'oratrice de Nogarola.
Ce débat a peut-être d'abord été public. 
Qu'une discussion de cette teneur se tienne entre une femme et un homme, à égalité intellectuelle, montre l'importance de Nogarola.
Ludovico Foscarini soutient que la faute du péché originel retombe sur Ève. De son côté, Isotta Nogarola argumente qu'Ève a mangé la pomme parce qu'elle a été créée imparfaite et faible. Elle n'est pas la principale responsable.  Le contre-argument de Foscarini est qu’Ève, même plus faible, a poussé Adam à enfreindre un commandement divin et qu’elle porte ainsi la responsabilité du péché originel.
Même si ce texte est le plus connu, il n'est qu'une partie de l'œuvre de Nogarola. 
Elle est également renommée pour d'autres écrits: lettres, poèmes, oraisons, élégies, consolations. 
Elle s'est aussi distinguée par des discours publics: par exemple, un discours aux citoyens de Vérone sur  saint Jérôme en 1453. Elle est à Rome en 1450 pour le jubilé et prononce un discours devant le pape et les cardinaux. Elle écrit un discours à l'occasion du congrès convoqué par Pie II à Mantoue en 1459, dans lequel elle soutient la proposition du pape de lancer une croisade sur Constantinople pour la libérer de la domination ottomane.

### Œuvres complètes en latin
- Isottae Nogarolae Veronensis opera quae supersunt omnia’’, 2 vol., Eugenius Abel , (éd.), Vienne, 1886.

### Traduction moderne en anglais
- “Complete writings : letterbook, Dialogue on Adam and Eve, Orations / Isotta Nogarola, par  Margaret King et Diana Robin,  éditions University of Chicago  Press, 2004.